# Ville d'Alger (paquebot)
Pour les articles homonymes, voir Ville d'Alger.
Le Ville d'Alger est un paquebot français, ayant navigué de 1935 à 1968.
À l’époque, c'est le plus gros paquebot français construit pour les lignes d’Afrique du Nord. Sa vitesse lui permettait de relier Marseille à Alger en moins de 20 heures. Souvent présenté comme le Normandie de la Méditerranée. Il a pour sister-ship le Ville d'Oran (1936).

## Historique
Il est mis en service en septembre 1935. À l’époque, il possède deux cheminées, la cheminée arrière étant factice.
Il est ensuite réquisitionné par l'armée au début de 1940 pour participer à l’expédition de Norvège, comme transport de troupes. À la différence du Ville d'Oran, il conserve ses deux cheminées.
D'abord utilisé pour rapatrier les évacués de Dunkerque (notamment via Plymouth—Brest) en juin 1940, il participe à l'évacuation de l'or de la Banque de France de Brest à Casablanca et Dakar ; puis il est désarmé et reste à Dakar.
Après la défaite, il reprend du service durant quelques mois puis est complètement désarmé à Alger.
Il est saisi par les Allemands en janvier 1943, en vertu de l'accord Laval-Kaufmann. Désarmé à Port-de-Bouc, il est utilisé sur place comme hôtel flottant en 1944. Il est incendié et sabordé par les troupes allemandes en retraite en août 1944.
Il est renfloué en février 1945 puis complètement reconstruit. Ses superstructures sont raccourcies et sa cheminée arrière supprimée. Plus tard, la cheminée avant sera modernisée et surélevée. Il reprend son service en juillet 1948 sur les lignes d’Afrique du Nord et transporte certaines unités militaires envoyées en Algérie comme le 8e régiment de hussards.
Il participe au rapatriement des français d'Algérie vers la métropole lors de l'exode de la guerre d'Algérie entre 1954 et 1962.
Il est vendu en avril 1966 à l’armateur grec "Typaldos", rebaptisé Poseidon puis désarmé.
Il est utilisé en 1967 et 1968 sur une ligne reliant Marseille à Haïfa, sous le management de l’Aegean Steam Navigation Company, avec une coque blanche.
Il est désarmé à Scaramanga après la mise en liquidation de son armateur en juillet 1968.
Il est enfin démoli à La Spezia, en Italie, en 1969.

## Installations

### Décoration
Le peintre Mathurin Méheut, réalisa le décor de la salle à manger.